# Thorbeckeplein
Het Thorbeckeplein ligt in het centrum van Amsterdam, haaks op het Rembrandtplein en in het verlengde van de Reguliersgracht. Het Thorbeckeplein is ontstaan door de demping in 1785 van het deel van de Reguliersgracht tussen Herengracht en Reguliersdwarsstraat. In eerste instantie kreeg het plein de naam Reguliersplein, maar tijdens een vergadering van 17 mei 1876 besloot de gemeenteraad tot de naamswijziging in Thorbeckeplein.
De naam gedenkt Johan Rudolph Thorbecke die een belangrijke rol speelde bij de vorming van de Nederlandse grondwet.
Het plein is al decennia een belangrijk uitgaansgebied. Tot in de jaren 70 van de twintigste eeuw stond het bekend vanwege de nachtclubs met de meer pikante dansshows. Toen die uit de mode raakten, verloederde het plein een beetje totdat in de tweede helft van de jaren 1980 een grote bierbrouwer een aantal panden in gebruik nam en er verschillende café-formules ging uitproberen.
Op Koningsdag is er vaak muziek op het plein met optredens van Nederlandse artiesten.

## Het beeld

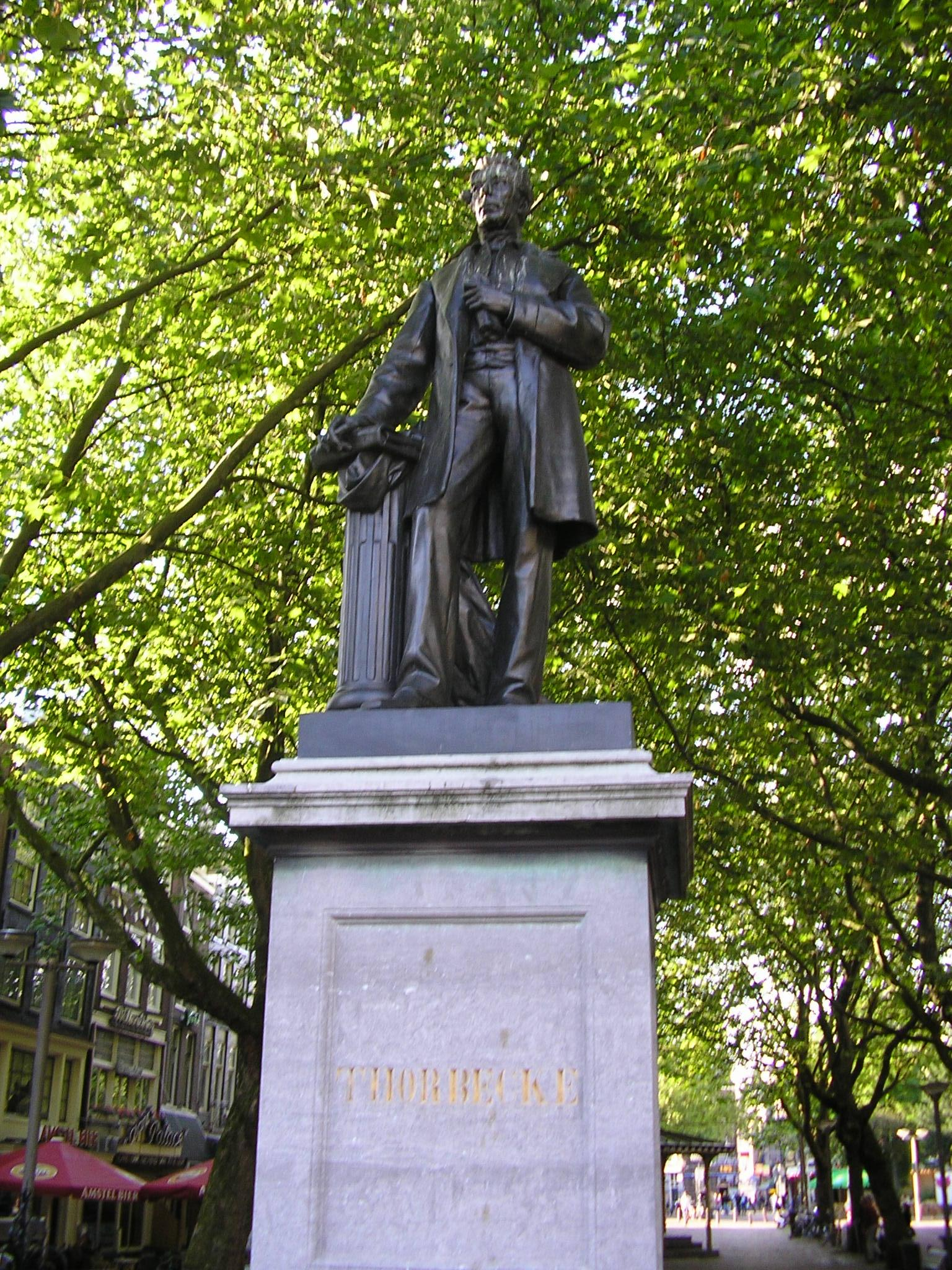
Het standbeeld van Thorbecke

Aan de kop van het plein staat een standbeeld van Thorbecke gemaakt door Ferdinand Leenhoff. Het standbeeld werd onthuld op 18 mei 1876, een kleine vier jaar na de dood van de staatsman. Diens trouwe compaan Gijsbertus Martinus van der Linden gaf in zijn toespraak een schnier naar de tegenstanders van de minister:“Thorbecke had vele vijanden, ik zal ze niet opsommen, velen zijn reeds op de weg der vergetelheid ge raakt, en anderen zijn bestemd die weg te volgen.”
Naast de politieke tegenstanders van Thorbecke was er verzet door de liefhebbers van de Amsterdamse kermis, die jaarlijks op het Reguliersplein en de aangrenzende Reguliers- of Botermarkt werd gehouden. Ze verdachten het stadsbestuur ervan, opzettelijk met de beelden van Rembrandt en Thorbecke een fysieke belemmering te hebben opgeworpen tegen de omstreden kermis, die in september van dat jaar daadwerkelijk werd verboden. In het Kermisoproer was verwijdering van het beeld van Thorbecke een van de eisen.
Het standbeeld, inclusief het hekwerk, staat op de lijst van rijksmonumenten. Thorbecke kijkt niet uit over 'zijn' plein, maar over de Reguliersgracht.
In 2010 werd het plein opgeknapt en moest het beeld van Thorbecke van september 2010 tot juni 2011 worden verwijderd in verband met de werkzaamheden. Van de gelegenheid werd gebruikgemaakt om de sokkel te restaureren. In augustus 2011 werd het beeld 14 weken uitgeleend aan kunst- en architectencentrum Stroom. Op 15 december 2011 werd het beeld weer op het Thorbeckeplein teruggeplaatst.
Het plein heeft nieuwe bestrating gekregen en er werden kroonlantaarns geplaatst, maar de oude muziektent werd begin 2011 naar Artis overgeplaatst. Ook werd begin 2011 besloten de Modern Art Market, die vijfentwintig jaar lang iedere zondag van maart tot oktober op het plein werd gehouden, te verplaatsen naar het aangrenzende Rembrandtplein.

## Trivia
- De Nederlandse zanger Robert Long schreef in 1977 het lied Thorbeckeplein.
- Thorbecke zou een hekel hebben gehad aan Amsterdam.[2]